# Giuseppe Avezzana
Giuseppe Avezzana (né le 16 février 1797 à Chieri et mort le 25 décembre 1879  à Rome) est un général et un homme politique italien.

## Biographie
Giuseppe Avezzana a été député du royaume d'Italie durant les VIIIe, IXe, XIe, XIIe et XIIIe législatures.
Franc-maçon, il était membre du Grand Orient de Turin.